# Wali Khan
Wali Khan fou kan de l'Horda Mitjana Kazakh. Era fill d'Abylai Khan.
A la mort d'Abylai Khan el 1781, la Gran Horda es va enfrontar a l'Horda Mitjana i la va derrotar agafant un gran nombre de ramats; però això no va suposar la separació, ja que l'Horda Mitjana es va revenjar i va aconseguir una sèrie de victòries. Els clans del nord (Horda Gran i part de la Mitjana) van elegir kan a Wali Khan, fill d'Abylai, que va demanar confirmació a Rússia la qual li fou concedida el 1783 sent proclamat kan pel tinent general Jacobs a Petropavlovsk amb la cerimònia habitual. Però una part de l'Horda Mitjana, els naimans (la tribu més poderosa) van elegir un altre cap: Abulfeiz, el fill d'Abilmambet Khan. Abulfeiz va obtenir la confirmació de la Xina però va morir el 1783 i llavors el seu fill (Bupu Khan) i el seu gendre Khan Khoja (fill de Borrak Khan) es van disputar la successió; com que la majoria dels naimans es van inclinar pel segon, l'emperador xinès finalment va enviar el diploma a Khan Khoja. D'altra banda el 1784 a Taixkent es va proclamar Yunus Khan, i al mateix temps Sultan Dair (ara Dair Khan), fill de Borrak Khan, era elegit pels clans Gortul i Karakesek.
Wali Khan era l'únic membre pro-rus de la família; tots els altres parents s'inclinaven per la Xina. Un dels seus germans, de nom Jingis, va aixecar un exèrcit a les estepes el 1784 i va calmar la revolta a Taixkent. Un altre príncep de nom Sultan Tiz, conegut pel seu odi als buruts, va ser un dels principals caps dels kazakhs que van fer la guerra a aquest poble a la frontera xinesa; però els buruts, una raça de guerres que havien derrotat algunes vegades als xinesos, van infligir una severa derrota a Sultan Tiz i el van derrotar i fer presoner. El vell Berdi Khoja, que governava alguns clans de la frontera xinesa, va lluitar també sovint contra els buruts i els va poder derrotar en alguns xocs, aconseguint sobretot una destacada victòria el 1785 a la riba de l'Aiaguz, però actuant com auxiliar dels xinesos; després, envalentit per aquest èxit va marxar amb un cos reduït de tropes i es va aturar al Yidisse esperant els reforços però fou sorprès pels buruts a la nit i capturat; sabent que l'executarien va matar a un dels buruts que el vigilaven i la resta se li va tirar damunt i el van assassinar. Ak Kiak, el germa de Berdi Khoja, i els seus fills Lepes i Choka, van lluitar després amb cert èxit contra els buruts i van capturar al fill del cap burut que fou mort a mans de les vídues de Berdi Khoja.
Vers 1785/1786 a 1790 la dignitat de kan a la Petita Horda Kazakh va estar suspesa pels russos. Wali Khan era aliat de Nurali Khan (1748-1786) fill d'Abu l-Khayr Khan. Nurali tenia també el suport del principal cap de l'Horda Petita, Sultan Khudai Mendi que el 1786 va rebre terres a la frontera.
La situació a l'Horda Mitjana era tranquil·la a la part nord. Els seus veïns eren la Gran Horda, aliada, i la Petita Horda, sotmesa als russos. Els kanats de Taixkent i Turkestan no eren guerrers i els únics veïns complicats eren els baixkirs que estaven assentats a la frontera amb els kazakhs a la zona de Troitsk, i feien algunes incursions, i a l'altra punta els burguts (grup dels kirguisos). La posició de l'Horda Mirjana era més favorable que la de la Gran i la Petita i la població estava més civilitzada i era més manejables pels prínceps. Wali Khan va retenir en bona part el poder del seu pare Abylai Khan, però no fou prou conciliador amb els russos com aquestos esperaven; va refusar entregar als turcmans que havien arribat amb els calmucs i va perseguir als notables que havien donat suport als russos- Així el 1798 una part considerable del kazakhs van marxar a Rússia amb Tugum, que dirigia algunes de les tribus de la gran Horda i estava sotmès a Wali Khan; els emigrants van rebre terres a Ust Kamenogorsk.
El 1793 els turcmans presoners foren alliberats per un destacament rus enviat pel general Strandmand, comandant de la frontera de Sibèria. Wali Khan es va queixar d'aquest atac a l'emperadriu russa i va assegurar que aniria a Sant Petersburg a exposar la queixa personalment, però després s'ho va repensar i aprofitant la mort del seu germà Jingis (que va morir al cap de poc temps d'haver fer la queixa) va donar les culpes al difunt. No obstant va continuar tenint contactes amb l'emperador xinès, al qual, l'hivern del 1794 a 1795, li va enviar el seu fill amb una oferta de submissió.
El seu govern fou opressiu i, el 1795, dos prínceps, 19 notables i 43.360 seguidors amb 79.000 altres kazakhs van demanar a l'emperadriu de deslliurar-los del seu govern i acceptar-los com a súbdits russos. El govern rus va considerar actuar però un penediment del kan va deixar la decisió en suspens. Aquest any una secció de l'Horda que limitava amb els baixkirs va fer una ràtzia als districtes de Txeliàbinsk i Verkhni Uralsk, fent diverses depredacions, en revenja per un anterior atac dels baixkirs.
El 1798 es va fundar a Petropavlovsk un tribunal per l'arranjament de disputes entre kazakhs, format per russos i kazakhs, però de fet no va començar a funcionar fins al 1806. Wali Khan va seguir regnant però els darrers anys la seva autoritat li fou disputada per altres caps. A petició dels mateixos notables el tsar Alexandre I de Rússia va nomenar el 1816 a Bukei Khan fill de Borrak Khan, com a segon Khan de l'Horda (vegeu Horda de Bukei). Bukei va morir el 1818 amb poca diferència a Wali Khan. Sergazy Khan es va proclamar al seu lloc i es va declarar vassall de Khivà.